# Tanjung Enim
Tanjung Enim ist eine vom Braunkohle-Bergbau gekennzeichnete Ortschaft im Süden von Sumatra (Indonesien), am Ufer des Flusses Enim gelegen, unweit der größeren Distriktsstadt Muara Enim, etwa 150 km westlich von Palembang, der Hauptstadt der Provinz Süd-Sumatra (indon.: Sumatra Selatan).
In der Umgebung von Tanjung Enim, am Fuße der vulkanischen Gebirgskette des Bukit Barisan, befinden sich die reichsten Braunkohlelagerstätten Indonesiens, die während der Kolonialzeit ab 1919 von den Niederländern und der niederländischen Firma Shell erschlossen wurden und nach der Unabhängigkeit Indonesiens seit 1950 von der börsennotierten, indonesischen Firma PT Bukit Asam (PTBA), die sich weitgehend im Besitz des indonesischen Staates befindet, abgebaut werden. Die Lagerstätte, die vor etwa 23 Mio. Jahren im Miozän und dem sich anschließenden Pliozän entstand, wird auf über 6 Mrd. Tonnen Kohle geschätzt, von denen ca. 1,5 Mrd. abbaubar erscheinen. Derzeit werden wegen beschränkter Transportwege nur ca. 20 Mio. Tonnen jährlich abgebaut. Zum Vergleich: Im rheinischen Tagebau Garzweiler II werden ca. 40 Mio. Tonnen jährlich abgebaut.
Die Kohle wird im Tagebau gefördert, seit 1985 mit deutscher Technik: Mit Schaufelradbaggern, Absetzern und Förderbändern. Die technische Beratung erfolgte 1980–1985 im Rahmen eines Projekts der Weltbank durch die Kölner Firma Rheinbraun Consulting (jetzt RWE). PTBA betreibt einen zweiten Tagebau in Ombilin/Westsumatra nordöstlich der Stadt Padang, der jüngst mit Hilfe chinesischer Technologie wieder in Betrieb genommen wurde.
Per Bahn wird die Kohle aus Tanjung Enim für den Export nach Palembang und nach Tarahan, einem Hafen an der Sunda-Straße, transportiert. Zum anderen Teil wird die auf Grund vulkanischer Einflüsse ungewöhnlich hochwertige, kalorienreiche und aschearme Braunkohle auf dem heimischen indonesischen Markt abgesetzt und – hauptsächlich auf Java – verstromt.
Eine neue Bahnlinie soll ab 2017 Tanjung Enim mit einem – neben Tarahan – zweiten in der Provinz Lampung an der Sunda-Straße zu errichtenden Hafen verbinden. Mit der Firma China Railway Group wurde 2012 ein Vertrag mit einem Volumen von 4,8 Mrd. USD geschlossen, um diese Bahnlinie zu bauen und zu unterhalten.
In einem Interview erklärte im Februar 2013 der geschäftsführende Direktor der PTBA, Milawarma, dass die PTBA verstärkt in den Bereich der Stromerzeugung investieren wolle.